# Rhaphidophora foraminifera
Rhaphidophora foraminifera — вид квіткових рослин родини ароїдних. Його батьківщиною є Борнео, Суматра та півострів Малайзія.